# رباطية درهمية الأزهار
الرباطية درهمية الأزهار أو فيبرن بيلساني أو قشرة المعص أو أفلوس ثلجي   نوع نباتي يتبع جنس الرباطية من الفصيلة المسكية.

## البيئة والانتشار
يوجد هذا النبات في معظم مناطق أوروبا وأمريكا الشمالية واليابان. سجل وجود النبات في مناطق شمال الولايات المتحدة وجنوب كندا.

## الوصف النباتي
الأوراق بسيطة متقابلة. النورة الزهرية سنمة طرفية الأزهار بيضاء مصفرة.